# Darius Kaiser
Darius Kaiser (Tychowo, 15 oktober 1961) is een Duits voormalig professioneel wielrenner. Hij reed een seizoen voor Team Deutsche Telekom en daarvoor twee jaar voor haar voorganger, Team Stuttgart. Kaiser is in Polen geboren, en had tot 1987 de Poolse nationaliteit. Twee jaar na zijn verandering van nationaliteit werd hij Duits kampioen bij de elite.

## Belangrijkste overwinningen
1985
- 5e etappe Ronde van Polen

1989
- Duits kampioen op de weg, Elite
- 1e etappe Schwanenbrau Cup

## Grote rondes
Geen